# Дионисий (Шамбо)

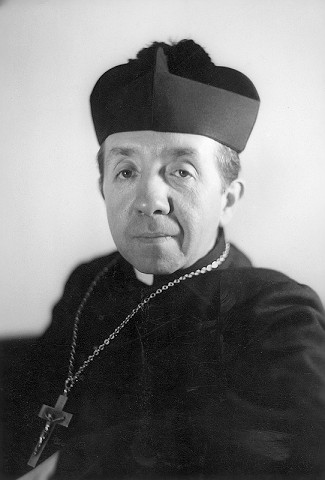
иерей Лукиан Шамбо

Архимандри́т Диони́сий (фр. archimandrite Denis, в миру Люсье́н Шамбо́, фр. Lucien Chambault; 22 января 1899, Париж — 3 мая 1965, Париж) — священник Русской православной церкви, клирик Западноевропейского экзархата, основатель и настоятель первой в Русской православной церкви православной общины бенедиктинского устава. В течение многих лет редактировал и издавал на французском языке «Православный бюллетень» («Bulletin Orthodoxe»). Много занимался благотворительной деятельностью, помощью бедным и русским эмигрантам.

## Биография
Люсьен Шамбо родился 22 января 1899 года в Париже. По отцу он был французом, по матери — англичанином. Его семья была нерелигиозной. Новорождённого не крестили. В 1905 году Люсьен вместе с матерью отправился в Англию погостить у родственников. Там мальчик заболел и едва не умер. Когда же он поправился, его тётки окрестили мальчика в англиканской церкви, к которой принадлежали сами.
В четырнадцатилетнем возрасте Люсьена отправили в Англию для изучения английского языка. Здесь ему были преподаны и первые уроки христианского вероучения по англиканскому катехизису. В 1913 году он прошёл конфирмацию (миропомазание) и стал полноправным членом англиканской церкви. С этого времени Люсьен начинает регулярно посещать англиканские богослужения (сначала в Англии, затем — в Париже). Именно тогда, в четырнадцатилетнем возрасте, он начал осмысленно молиться и «в нём пробудилось чувство предстоящего священства». Он хотел получить в Англии богословское образование, чтобы стать англиканским священником, однако этот план не осуществился.
По возвращении из Англии регулярно посещал англиканскую церковь в Париже, а также, находясь в религиозном поиске, посещал богослужения иных конфессий. Зарабатывал частными уроками и работой в редакции «Le Petit Parisien». После смерти отца в 1912 году оставил работу в «Le Petit Parisien» и стал писать статьи по вопросам искусства в английской газете «Daily Mail».
В июле 1922 года познакомился с бывшим католическим пресвитером, затем старокатолическим епископом Луи Шарлем Винартом, основавшим и возглавившим «Католико-Евангелическую Церковь». В том же году Шамбо присоединился к этой церкви и стал её активным прихожанином, а в 1925 году Луи-Шарлем Винартом был рукоположен во пресвитера. Являясь викарием Винарта, Шамбо совершал богослужения в домовом храме Вознесения Господня в Париже на ул. Севр, 72. Постепенно к Винарту пришло осознание того, что он находится «как бы в секте, вне традиционной Вселенской Церкви». В 1927 году он знакомится с членами православного Фотиевского братства, созданного в Париже русскими эмигрантами в 1925 году. Уже тогда рассматривалась возможность принятия епископа Винарта в православие, хотя сам он, видимо, ещё не выказывал такого стремления.
1 декабря 1936 года священник Михаил Бельский совершил чин присоединения к православию Луи Шарля Винарта, который был уже прикован к постели смертным недугом. 2 декабря отец Винарт составил завещание, где назвал своим преемником в деле руководства общиной Люсьена Шамбо. 2 февраля 1937 года Шамбо принят митрополитом Елевферием (Богоявленским) в православие в качестве мирянина и в последующие дни рукоположен им в диакона и священника. 7 февраля 1937 года Люсьен Шамбо совершил в Вознесенском храме свою первую литургию, на которой присутствует и Винарт, за два дня до этого принявший монашество с именем Ириней.
3 марта 1937 года архимандрит Ириней (Винарт) скончался. Через три дня после его смерти Евграф Ковалевский был рукоположен митрополитом Елевферием в сан священника и назначен на Вознесенский приход для развития православной миссии среди французов. Уже в первый год существования православного прихода западного обряда между Люсьеном Шамбо и Евграфом Ковалевским сложились непростые отношения. Люсьен Шамбо, отличавшийся скромностью и бесконфликтностью, решил уйти с поста настоятеля, но митрополит Елевферий не принял его отставки. Наоборот, 10 ноября 1937 года он издал распоряжение о командировании священника Евграфа Ковалевского для временного исполнения пастырских обязанностей в храм Державной Иконы Божией Матери в Ницце.
После начала Второй мировой войны был эвакуирован с редакцией «Daily Mail» в Бордо, где он продолжал писать статьи для заработка. Но затем вернулся в Париж, где сначала жил в своей старой квартире, а в июле 1941 года поселился вместе с архимандритом Афанасием (Нечаевым), настоятелем Трёхсвятительского храма, в доме 26 на улице д’Аллерэ, специально нанятом для тайного крещения евреев, искавших спасения от лагерей смерти. Крещение совершалось только над теми, кто действительно решался идти за Христом, а прочим выдавались документы о крещении, датированные более ранними сроками. В условиях немецкой оккупации эта деятельность была весьма опасной, особенно в связи с принадлежностью к Московскому Патриархату. 31 сентября 1943 года архимандрит Афанасий (Нечаев) был арестован во время молебна в церкви и подвергнут допросам гестапо. 14 декабря 1943 года он умер от изнеможения в застенках гестапо.
5 марта 1944 года иеромонахом Стефаном (Светозаровым) был пострижен в монашество по восточному обряду с именем Дионисий в честь особо почитаемого в Париже священномученика Дионисия Ареопагита. Принял решение жить по монашескому Уставу святого Венедикта Нурсийского и в том же году основал в Париже бенедиктинскую монашескую общину, совершив по западному обряду постриги иноков Владислава Петерфальви с именем Иоанн (25 марта 1944) и Георгия Ламота с именем Бенедикт (15 августа 1944). Православные бенедиктинцы проживали в доме на ул. Аллерэ, где богослужение совершалось на французском языке по бенедиктинскому обряду, православное чинопоследование которого было утверждено специальной литургической комиссией при совете благочиния.
В августе 1945 года в храме Трехсвятительского подворья митрополит Крутицкий и Коломенский Николай (Ярушевич) во время посещения Парижа возвел иеромонаха Дионисия в сан игумена.
В 1948 году впервые посетил Советский Союз, где принял участие в работе комиссии «Экуменическое движение и православная Церковь» на Всеправославном совещании в Москве.
На Пасху 1949 года по указу Патриарха Алексия I митрополит Серафим (Лукьянов) возвёл Дионисия (Шамбо) в сан архимандрита.
В начале весны 1965 года здоровье архимандрита Дионисия стало резко ухудшаться. Он писал друзьям, что с трудом совершает литургию. На Страстной седмице он уже не смог служить. Скончался 3 мая 1965 года в Париже на 67-м году жизни. Похоронен в Люмини, пригороде Парижа в семейной могиле. Возглавлявшийся им западнообрядный приход после его смерти прекратил существование.

## Публикации
- Речь, произнесенная на торжественном обеде, данном Святейшим Патриархом Московским и всея Руси Алексием 12 июля 1948 г. в гостинице «Метрополь» [по случаю 500-летия автокефалии Русской Православной Церкви] // Журнал Московской Патриархии. 1948. — № 10. — C. 4.
- The Origins of the Orthodox Benedictine Community in Paris. 1955 // One Church. Vol. IX. No. 11-12. — pp. 252—254.
- Его Высокопреосвященству, Митрополиту [Крутицкому и Коломенскому] Николаю // Журнал Московской Патриархии. 1956. — № 9. — C. 4
- Мои переживания // Журнал Московской Патриархии. 1960. — № 7. — C. 11-13.
- Его Преосвященству епископу Никодиму [поздравительная телеграмма по случаю хиротонии] // Журнал Московской Патриархии. 1960. — № 9. — C. 5.